# Colline Coppermine
La colline Coppermine est une colline située au sud-est du Nouveau-Brunswick.

## Géographie

### Situation
La colline est le principal sommet d'un massif plus important. Celui-ci sépare la région de Beaubassin des Trois-Rivières. Plus précisément, il sépare la vallée de la rivière Memramcook et ensuite de la rivière Petitcodiac, à l'ouest, du marais de Tintamarre, à l'est. Le massif est également limitrophe du plateau de Lourdes au nord et du massif du cap Maringouin au sud. Un autre sommet important est la colline Beech, situé à l'est de la colline Coppermine. La colline Fillmore se dresse quant à elle au bord du fleuve, au sud. L'île de Dorchester est particulière car il s'agit d'une ancienne île, aujourd'hui rattachée au continent par l'assèchement des marais.
La colline Coppermine culmine à 181 mètres d'altitude. Elle mesure environ dix kilomètres de côté. Elle est délimitée au nord par la vallée du ruisseau des Breau, à l'est par la colline au sud par le reste du massif et à l'ouest par la vallée de la rivière Memramcook. La colline s'étend sur les territoires de la paroisse de Dorchester, de Dorchester, de Fort Folly 1, de la paroisse de Sackville et Sackville.

### Hydrographie
Le ruisseau des Breau prend sa source sur le versant est de la colline et creuse une profonde vallée au nord. Il compte plusieurs petits affluents et se déverse dans la rivière Memramcook. En aval se trouvent ensuite le ruisseau Rockwell, le ruisseau Turner, le ruisseau Robbs et le ruisseau Palmers, comptant lui aussi plusieurs affluents et un lac. Sur le flanc est, le ruisseau Carters et ses affluents se déverse dans la rivière Tintamarre.

### Géographie humaine
Près du sommet, du côté sud, se trouve le hameau de Fairfield. Sur le versant ouest s'étendent successivement les hameaux de Woodhurst et de Middleton, le pénitencier de Dorchester et le village de Dorchester. Au sud se trouvent les quelques maisons de Cherry Burton. La ville de Sackville se trouve au pied du versant est.